# Algu
Algu ali Alguj je bil od leta 1260 do 1265/1266 kan Čagatajskega kanata, * ni znano, † 1265/1266. 
Bil je sin kana Bajdarja in vnuk kana Čagataja.

## Biografija
Leta 1260 ga je upravičenec do naslova velikega kana Arigbuha imenoval 
za vodjo ulusa Čagatajskega kanata namesto mladoletnega Mubarak Šaha in njegove matere Urgane. Algu se je nato zaradi utrditve oblasti poročil z Urgano.
Leta 1261 so ga poslali v Srednjo Azijo, kjer je hitro vzpostavil nadzor nad večjim delom Čagatajskega kanata, pa tudi nad drugimi območji, zlasti tistimi, ki so bila prej pod nadzorom Modre horde. Prevzel je tudi nadzor nad Samarkandom in Buharo, kjer sta prej skupaj vladala Čagatajski kanat in veliki kan. 
Algu je podprl Alrigbuho v toluidski državljanski vojni proti Kublajkanu, vendar ga je pozneje zapustil. Leta 1262 se je na čelu vojske 150.000 mož uprl Arigbuhi. Konflikt je v naslednjih dveh letih povzročil vrsto krvavih spopadov. Algu je pridobil podporo velikega kanovega guvernerja Turkestana Masud bega in ga imenoval za svojega vezirja, pa tudi Urgane. Upor je močno oslabil Arigbuho in prispeval k njegovemu končnemu porazu proti Kublajkanu.
Leta 1263 je Algu razglasil svojo zvestobo Kublajkanu in nato pod pretvezo, da je podpiral Arigbuho, napadel Kajduja, katerega dežele so mejile na njegovo. Kajdu se je za pomoč obrnil na Berkeja, kana Modre horde. Slednji mu je zagotovil sredstva in vojsko, napadel Algujevo ozemlje in ga premagal. Algu je udaril nazaj in v bitki pri Otrarju zmagal. Svoje zmage ni uspel izkoristiti, ker je pozimi 1265/1266 umrl. Pokopan je bil v Almaliku.

## Družina
Poročen je bil z Urgano hatun in več drugimi ženami, s katerimi je imel tri sinove: 
1. Kaban
2. Čubej, ki je leta 1304 postal knez Vejvuja (威武王) in knez Šininga (西宁王)[5]
  - Tokta
  - Jasaur
  - Dukules
  - Edžil Buka
  - Nom-Kuli, drugi knez Šininga (西宁王), prednik vladarjev Kara Dela[6]
  - Ak Buka
  - Sati
  - Daud
  - Gambo Dordži
  - Čigin-Timur
  - Džirgudaj
  - Mingtaš
  - Konček Dordži
3. Tok-Timur
  1. Esen Boke
  2. Okrukči